# Hypseocharitaceae
Hypseocharitaceae is een botanische naam, voor een familie van tweezaadlobbige planten. Een familie onder deze naam wordt vrij zelden erkend door systemen voor plantentaxonomie. Zowel het APG-systeem (1998) en het APG II-systeem (2003) bieden de mogelijkheid om een dergelijke familie te erkennen, maar de planten kunnen ook ingevoegd worden in de familie Geraniaceae.
Indien erkend, gaat het om een heel kleine familie van planten die voorkomen in Zuid-Amerika.